# 刘允斌
刘允斌（1925年—1967年11月21日）湖南宁乡人，中华人民共和国核化学专家，刘少奇长子。

## 生平
1925年，刘少奇、何宝珍（又名何葆贞）夫妇的长子刘允斌出生在江西萍乡安源。两岁时被送回湖南宁乡县的刘少奇家乡寄养。1938年7月，中共党组织将他接到延安与父亲刘少奇团聚。同年秋，13岁的刘允斌入延安保育小学学习。1939年，中共中央决定选送一批革命者子弟到苏联留学，刘允斌和妹妹刘爱琴被送到苏联。1939年11月，二人抵达毛岸英、毛岸青兄弟住过的莫尼诺儿童院学习。学习一个学期后，刘允斌迁居到距莫斯科300公里的伊万诺沃市，进入苏联国际革命战士救济会主办的国际儿童院学习。他学习十分刻苦。不久，苏德战争爆发，伊万诺沃市民每日只能领到几两黑面包，冬天无取暖用的煤和柴，正在国际儿童院学习的刘允斌每顿饭只有半片面包、几个蘸盐的小土豆。但刘允斌积极参加国际儿童院组织的开荒种地、伐木搬柴等劳动，并主动为前线苏联红军官兵献血，他被选为国际儿童院学生会负责人之一。不久，刘允斌加入苏联共青团，担任国际儿童院团组织负责人。
1945年高中毕业时，刘允斌考入莫斯科钢铁学院冶炼专业。进入莫斯科钢铁学院那年，刘允斌加入苏联共产党。自该院毕业后，刘允斌以优异成绩考入莫斯科大学，成为核物理学研究生，1955年毕业获得副博士学位。
1957年10月，刘允斌回到中国。只在中南海的刘少奇家中住了几天，便来到距北京城50公里外的房山县，进入中国原子能科学研究院（四〇一所）工作，这是中国最早的核武器研究所。他在热核材料研究领域努力钻研，取得成就，获副研究员技术职称。1959年，中苏关系恶化，苏联拒绝向中国提供原子弹模型及技术资料，中央乃决定核研究院所与生产厂家结合，实行厂所（院）合一，早日研制出原子弹。1961年，中国原子能科学研究院一院部分科研人员调入中国核燃料元件厂（二〇二厂），刘允斌所在的四〇一所元件工艺室并入该厂，成立第二研究室。刘允斌奉调到位于内蒙古自治区包头的二〇二厂组建第二研究室，负责热核材料研究工作。二〇二厂位于高原的山脉中，一条公路连接到山外。1962年冬，刘允斌抵达二〇二厂。不久，刘允斌被上级任命为第二研究室主任。1964年10月16日，中国第一颗原子弹成功爆炸。
在苏联时，刘允斌和苏联人玛拉·费多托娃结婚，育有一子一女。1951年，刘允斌和玛拉曾来中国度假。1957年刘允斌回中国后，玛拉在1958年第二次来到中国，但因不适应中国的生活，最终双方协议离婚。玛拉带着一子一女居住在苏联莫斯科。后来，刘允斌与中国人李妙秀结婚。
1966年文化大革命开始后，刘允斌被下放劳动，任务是打扫卫生、掏挖污水沟等等。随着父亲刘少奇倒台，刘允斌在二〇二厂被挂上“刘少奇的黑孝子”、“苏修特务”、“走资派”等牌子，戴上高帽子接受批判、遭到殴打和辱骂。刘允斌还曾被造反派挂上黑牌，推上汽车，押到十多公里外的包头市区游斗。
1967年11月21日，刘允斌在二〇二厂的他家所在居住区北面的铁路上卧轨自杀身亡。1978年，在二〇二厂俱乐部为刘允斌举行了平反后的追悼会。

## 家庭
- 父：刘少奇
- 母：何宝珍（又名何葆贞）
- 妹：刘爱琴
- 第一任妻子：玛拉·费多托娃
  - 女儿：索妮娅
  - 儿子：阿廖沙（刘维宁），索妮娅的弟弟
- 第二任妻子：李妙秀
  - 儿子：刘维则
  - 儿子：刘维东